# レイ・バーク
レイ・バーク（Raye Birk,  1943年5月27日 - ）は、アメリカ合衆国の俳優である。

## 来歴
1943年にミシガン州フリントに生まれる。1961年に地元の高校を卒業後、ノースウェスタン大学で演劇を学び1965年に卒業。卒業後はダラスの大学で再び演劇を学び、その後はオレゴン州やサンフランシスコなどの都市で役者のキャリアをスタートさせた。1980年にロサンゼルスへ移ってからは、テレビや映画などの分野で活躍。これまでにレスリー・ニールセン主演のパロディ映画『裸の銃を持つ男』シリーズや、『トワイライトゾーン』、『素晴らしき日々』などのドラマにも出演。現在に至るまで様々な作品へ出演している。

### 私生活
私生活では1966年に結婚している。

## 出演作品

### 映画
- Gas! -Or- It Became Necessary to Destroy the World in Order to Save It. (1970)
- じゃじゃ馬ならし The Taming of the Shrew (1976)
- クリスマス・キャロル A Christmas Carol (1981) ※テレビ映画
- アースリングス Earthlings (1984)
- おかしな関係 Best Defense (1984)
- バカルー・バンザイの8次元ギャラクシー The Adventures of Buckaroo Banzai Across the 8th Dimension (1984)
- 霊界からのメッセージ・降霊盤の謎 Deadly Messages (1985) ※テレビ映画
- バーグラー Burglar (1987)
- アマゾン・ウーマン・オン・ザ・ムーン Amazon Women on the Moon (1987)
- 鬼ママを殺せ Throw Momma from the Train (1987)
- 裸の銃を持つ男 The Naked Gun: From the Files of Police Squad! (1988)
- Perry Mason: The Case of the Lethal Lesson (1989) ※テレビ映画
- 火星人ゴーホーム! Martians Go Home (1989)
- チャレンジャー Challenger (1990) ※テレビ映画
- ウィークエンド・カクテル/お嬢さまはHがお好き!? Archie: To Riverdale and Back Again (1990) ※テレビ映画
- Aftermath: A Test of Love (1990)
- ドク・ハリウッド Doc Hollywood (1991)
- アンダー・カバー Under Cover (1991)
- クラス・アクト Class Act (1992)
- 企業買収/ 250億ドルの賭け Barbarians at the Gate (1993)
- ゲームの主役 Caught in the Act (1993)
- Josh and S.A.M. (1993)
- ア・ソング・フォー・ユー A Song for You (1993)
- 裸の銃を持つ男PART33 1/3 最後の侮辱 Naked Gun 33 1/3: The Final Insult (1994)
- Untamed Love (1994)
- Cries from the Heart (1994)
- My Brother's Keeper (1995)
- スタートレック 叛乱 Star Trek: Insurrection (1998)
- ファクトタム Factotum (2005)
- スタンドアップ North Country (2005)
- Sweet Land (2005)
- シリアスマン A Serious Man (2009)

### テレビドラマ
- ハワイ5-0 Hawaii Five-O (1976)
- 探偵レミントン・スティール Remington Steele (1983, 1984)
- ヒルストリート・ブルース Hill Street Blues (1984)
- ブルー・サンダー Blue Thunder (1984)
- 探偵マイク・ハマー Mike Hammer (1984)
- ニューハート Newhart (1984, 1989)
- トワイライトゾーン The Twilight Zone (1985, 1986)
- チアーズ Cheers (1985, 1992)
- フレズノ Fresno (1986)
- The Popcorn Kid (1987)
- 新スタートレック Star Trek: The Next Generation (1987)
- アルフ Alf (1987, 1988)
- 美女と野獣 Beauty and the Beast (1988)
- L.A.ロー 七人の弁護士 L.A. Law (1988 - 1993)
- ゴールデン・ガールズ The Golden Girls (1988, 1991)
- 素晴らしき日々 The Wonder Years (1988 - 1991)
- マトロック Matlock (1989)
- コーチ Coach (1989 - 1993)
- TVキャスター マーフィー・ブラウン Murphy Brown (1990, 1995)
- Perfect Strangers (1991)
- アンダーカバー（英語版） Under Cover  (1991)
- Morton & Hayes (1991)
- Home Improvement (1992)
- ピケット・フェンス Picket Fences (1992)
- ライフ・ゴーズ・オン Life Goes On (1993)
- The Adventures of Brisco County Jr. (1994)
- Saved by the Bell: The New Class (1994)
- マンティス M.A.N.T.I.S. (1995)
- となりのサインフェルド Seinfeld (1995)
- Xファイル X-File (1996)
- ウイングス Wings (1996)
- ER緊急救命室 ER (1996)
- サード・ロック・フロム・ザ・サン 3rd Rock from the Sun (1996)
- キャロライン in N.Y. Caroline in the City (1997)
- ベイウォッチ Baywatch (1997)
- 新・刑事コロンボ Columbo (1997)
- バビロン5 Babylon 5 (1997)
- マイク・ハマー・プライベート・アイ Mike Hammer, Private Eye (1998)
- Touched by an Angel (2000)
- そりゃないぜ!? フレイジャー Frasier (2002)
- デイズ・オブ・アワ・ライブス Days of Our Lives (2002 - 2003)